# Décarbonation de l'industrie en France
La décarbonation de l'industrie en France est l'ensemble des mesures et des techniques permettant de réduire les émissions de gaz à effet de serre dans le secteur de l'industrie manufacturière et de la construction en France. Il s’agit d’un des axes de la décarbonation de la France et un des défis de la neutralité carbone en 2050.

## Descriptif du secteur
Le CITEPA, chargé par le  Ministère de la Transition écologique et solidaire de la réalisation des inventaires nationaux d'émissions de polluants atmosphériques et de gaz à effet de serre, décompose le secteur comme suit :
- Chimie ;
- Construction ;
- Biens d'équipements, matériels de transport ;
- Agro-alimentaire ;
- Métallurgie des métaux ferreux ;
- Métallurgie des métaux non-ferreux ;
- Minéraux non-métalliques, matériaux de construction ;
- Papier, carton ;
- Autres industries manufacturières.

### Part de l'industrie dans les émissions de GES

Évolution des gaz à effet de serre émis par le secteur de l'industrie manufacturière et de la construction en France entre 1990 et 2022.

## Stratégie nationale
La stratégie nationale bas carbone (SNBC) est l'outil de pilotage pour animer et suivre la politique de décarbonation de l'économie française et de transformation de son modèle énergétique. Elle se décline pour chacun des 6 grands secteurs de l'économie, notamment l'industrie, et est actualisée tous les quatre ans.

### SNBC 1 (2015)
| Période   | en Mt éqCO2 |
| --------- | ----------- |
| 2015-2028 | 80          |
| 2019-2023 | 75          |
| 2024-2028 | 68          |

La stratégie nationale s'appuie sur les axes suivants :
- Maîtriser la demande en énergie en améliorant l’efficacité énergétique de la combustion et par produit (kwh/produit), notamment grâce aux bilans GES et aux audits énergétiques ;
- Diminuer l’intensité en GES des énergies utilisées, en substituant les combustible fossiles par des combustibles moins émetteurs de CO2, valoriser la chaleur fatale sur le site industriel et via les réseaux de chaleur et en développant et déployant les technologies de capture et stockage du carbone (CSC) ou de capture et d’utilisation du carbone (CUC) susceptible d’être utilisée par l’industrie chimique, pour atteindre l’objectif de – 85 % en 2050
- Limiter l’intensité en GES des produits : en substituant aux matériaux fortement émetteurs des matériaux alternatifs moins

émetteurs, par exemple bio-sourcés, en améliorant l’utilisation des matières premières (fabrication optimisée en termes de consommation de ressources (moins de chute)) et augmentant le recyclage et la réutilisation de matière, en valorisant l’éco-conception des produits, en substituant aux gaz fluorés à fort pouvoir radiatif global des substituts à moindre PRG, en améliorant les procédés de fabrication pour réduire à la source les émissions, en développant le CSC pour les procédés dans certains secteurs comme l’acier ou le ciment.
Le développement de l’économie circulaire et la poursuite et amélioration du soutien à l’innovation complètenet ces trois axes.

### SNBC 2 (2019)
| Période   | Décret 2020 | Réajusté 2022 |
| --------- | ----------- | ------------- |
| 2019-2023 | 72          | 75            |
| 2024-2028 | 62          | 65            |
| 2029-2033 | 51          | 53            |

Les budgets carbone des périodes 2019-2023, 2024-2028 et 2029-2033 sont fixés dans le décret du 21 avril 2020 respectivement à 72, 62 et 51 Mt de CO2eq par an. Depuis la publication de ce décret, des changements méthodologiques ont été apportés à l’inventaire national des émissions de gaz à effet de serre, conduisant à arrêter en 2022 ces budgets carbone annuels ajustés respectivement à 75, 65 et 53 Mt de CO2eq par an,.

## Technologies de rupture
Quatre technologies de rupture sont nécessaires à la décarbonation du secteur de l’industrie manufacturière et de la construction : hydrogène bas carbone, biomasse, électrification des procédés et capture et séquestration de carbone,. En complément, les industriels employant du gaz naturel dans leur processus peuvent s'alimenter en biométhane renouvelable via un ou plusieurs Biomethane Purchase Agreement (BPA), facilités dans le droit français par la loi relative à l'accélération de la production d'énergies renouvelables de 2023.

### Hydrogène bas carbone
L'hydrogène est dit « bas carbone » ou « décarboné » ou « vert » quand ni sa production ni son utilisation n'émettent de CO2. Cet hydrogène est obtenu par électrolyse de l'eau à partir d’électricité, pour décomposer ses molécules (H2O) et en extraire l'hydrogène. L'hydrogène décarboné est une des solutions identifiées pour décarboner massivement des industries fortement émettrices, en agissant sur la diminution des émissions de CO2. L'hydrogène est en effet un intrant utilisable en substitution au charbon et gaz naturel pour les procédés chimiques ou sidérurgiques mais aussi pour le transport lourd ou à grande distance.
La France est l’un des premiers pays industrialisés à s'être doté d'un plan hydrogène dès 2018 puis d'une stratégie nationale en 2020, en investissant dans son plan de relance de 2020 deux milliards d'euros dans ce secteur d'ici 2022 et sept milliards d'ici 2030,,. Cette stratégie est réaffirmée en 2021 par la Première ministre dans le cadre de France 2030, avec des investissements massifs dans la structuration de la filière, neuf milliards d’euros étant annoncés. La France se fixe ainsi l'ambition de pouvoir compter sur son sol au moins quatre giga-usines d’électrolyseurs et l’ensemble des technologies nécessaires à l’utilisation de l'hydrogène. Pour le secteur de l'industrie, cet hydrogène décarboné pourrait être utilisé sur les segments industriels suivants : 
- dans la sidérurgie pour produire de l’acier bas carbone,
- dans la chimie comme réactif pour la production d’engrais décarboné ou de nylon bas carbone,
- dans le raffinage, essentiellement pour désulfurer les carburants,
- pour la production de carburants synthétiques en combinant hydrogène et dioxyde de carbone pour former un carburant dont les émissions de gaz à effet de serre sont nulles.

### Biomasse
La biomasse définit l'ensemble des matières organiques pouvant devenir des sources d'énergie. Elle est un vecteur clé de la décarbonation, que ce soit pour fournir les très hautes températures de combustion nécessaires à de nombreux procédés industriels, principalement pour la chimie, l'agroalimentaire et le ciment, ou bien pour remplacer les composés de base pétrochimiques par de la chimie biosourcée,.

### Électrification des procédés
L'électrification des procédés consiste à remplacer des moteurs et des chaudières à base d'énergie fossiles par des composants électriques. Les procédés employés sont l’électrification de la chaleur avec l’installation de fours électriques, l’électrification des turbines et chaudières des vapocraqueurs, importantes consommatrices d’électricité.

### Capture et séquestration de carbone
La capture et la séquestration de carbone (CCUS) permettent de retenir du CO2 émis par les procédés industriels et de le stocker dans des formations géologiques profondes. Il s’agit d’un levier de transition mobilisé pour l’ensemble des secteurs particulièrement dans la pétrochimie et le ciment, mais également dans la métallurgie. Les grandes étapes de la CCUS  sont :
- La capture, qui vise à extraire le CO2 du processus industriel et à le concentrer. Les principales technologies regroupent le captage aux amines[Note 3], l'oxycombustion ou encore le captage cryogénique ;
- Le transport : une fois capté, le CO2 est acheminé vers des lieux de stockage, situés en mer (stockage en mer) ou sur terre (stockage à terre), par canalisations, ou dans le cas de volumes plus ciblés des camions, trains, barges, etc. ;
- Le stockage de CO2 : l’injection de CO2 sous forme dense dans des bassins sédimentaires ou dans un ancien gisement d’hydrocarbures déplété permet de stocker le CO2 de manière sure et permanente dans le sous-sol. En France, des formations géologiques dont les caractéristiques pourraient être compatibles avec les exigences du stockage de CO2 sont identifiées au niveau du bassin Aquitain (à terre et en mer), du bassin Parisien (à terre) et du bassin méditerranéen (en mer), mais des études complémentaires devront encore être réalisées pour s’assurer de la faisabilité effective du stockage dans les conditions fixées par l’État, et de la pertinence technico-économique d’un stockage en France. 9
- La valorisation du CO2 (ou « utilisation »), alternativement à son stockage, consiste à utiliser le CO2 capté dans la fabrication de produits.

En 2023, 35 installations captent déjà près de 45 millions de tonnes de CO2 par an dans le monde. Mais avec un prix du carbone très bas, ces infrastructures restaient jusqu'à présent trop peu rentables, même pour alléger l'empreinte de certains secteurs particulièrement difficiles à décarboner, comme l'acier ou le ciment. La hausse du prix des quotas carbone, fixé à 89 euros la tonne le 31 mars 2023, contribue à faire bouger les lignes. D'autant qu'avec le changement climatique, les capacités de stockage des milieux naturels commencent à être sérieusement revues la baisse. Entre 2010 et 2020, selon le Centre interprofessionnel technique d'études de la pollution atmosphérique (Citepa), la forêt française a en effet perdu plus de 50 % de ce potentiel, lequel s'était déjà réduit de 25 % depuis 1990.

## Marché du carbone

### Europe: Système d'échange de quotas d'émissions

Prix des quotas de dans l'UE 2009-2022. Source : Sandbag Climate Campaign

Le système d'échange de quotas d'émissions (SEQE) européen a été instauré au sein de l'Union européenne en 2005, dans le cadre de la ratification par l'UE du protocole de Kyoto. Il s'agit d'un mécanisme de droits d'émissions de dioxyde de carbone (CO2) pour limiter les émissions de gaz à effet de serre des secteurs économiques les plus émetteurs et inciter leur décarbonation progressive. Lors de son lancement en 2005, le SEQE constituait le plus grand système d'échange de crédit-carbone dans le monde. Il couvrait en 2009 plus de 10 000 installations des secteurs énergétique et industriel collectivement responsables de près de la moitié des émissions de CO2 de l’UE et de 40 % du total des émissions de gaz à effet de serre.

### Europe: Mécanisme d'ajustement carbone aux frontières (2022)
Le Pacte vert pour l'Europe, adopté en juillet 2021 par l'Union européenne, rehausse les ambitions climatiques pour 2030 et le paquet « Ajustement à l’objectif 55 » impose une accélération sans précédent de la baisse des émissions dans tous les secteurs. Dans ce cadre, un mécanisme d'ajustement carbone aux frontières (MACF) est créé. Il s’agit d’une nouvelle législation européenne, adoptée en trilogue en décembre 2022, de droit de douane environnemental, sur les produits à forte empreinte carbone importés par l'Union européenne. Elle concerne les importations d'acier, de ciment, d'engrais, d'aluminium, d'électricité, d'hydrogène et de produits transformés comme la voiture. Elle entrera en vigueur en 2026 ou 2027.

### France: Contrats carbone sur la différence (2022)
Un dispositif de « contrats carbone pour différence » (CCfD) a été soumis à consultation en février 2022 dans le cadre du plan « France 2030, afin d’encourager le développement des technologies de rupture telles que l’hydrogène ou la capture de carbone pour la décarbonation de l’industrie. Dans le cadre d’un investissement réalisé avec un CCfD, l'industriel et l'Etat s’accordent sur une trajectoire pluriannuelle de prix du carbone. Si le prix du carbone sur le marché européen est inférieur au prix fixé par le contrat, ce qui pénaliserait la compétitivité du moyen de production décarboné, l’État verse une aide à l’industriel fonction de la différence entre ces deux prix. Des CCfD peuvent donc garantir à des industriels un prix du carbone fiable et suffsamment élevé pour assurer la rentabilité d’un investissement dans une technologie de décarbonation,.
Le Réseau Action Climat salue le lancement de cette consultation, mais souligne que certains conditions sont nécessaires à leur réussite. D'abord, il faut qu'il y ait une stricte compatibilité avec la neutralité carbone à 2050 et les objectifs de réduction fixés dans le cadre de la Stratégie nationale bas carbone de 35 % en 2030 et 81 % en 2050 par rapport à 2015, puisque les actifs industriels concernés ont une durée de vie moyenne de 30, voire 40 ans. Une analyse préalable doit permettre d’évaluer la pertinence de mise en œuvre d’une technologie de rupture et un suivi régulier de la mise en œuvre du contrat doit être fait.

## Mesures nationales

### Décarbonation des cinquante sites les plus émissifs de France (2022-)
Emmanuel Macron propose le 8 novembre 2022 un pacte de décarbonation aux cinquante industriels les plus émetteurs de CO2, représentant à eux seuls près de 60 % des émissions industrielles françaises et 10 % des émissions totales, pour leur enjoindre d’établir, en partenariat avec les services de l’Etat, des trajectoires de décarbonation tournées vers un objectif de –45 % d’émissions de gaz à effet de serre en 2030 et de neutralité carbone en 2050. En compensation d'un doublement de leurs efforts, l’aide publique serait doublée à hauteur de 10 Mds€,. Les sommes annoncées semblent toutefois bien maigres face aux 370 milliards de dollars (368 milliards d’euros) déversés aux États-Unis au travers de l’Inflation Reduction Act (IRA), plan massif de subvention des industries visant aussi à accélérer leur décarbonation, ce qui pourrait détériorer la compétitivité de l’industrie française et faire planer la menace de délocalisations. La stratégie par site et la planification des investissements sont co-construites entre l’État et les filières, avec un engagement financier de 5,6 Mrd€, qui pourrait donc être rehaussé à 10 Mrd€ s’ils permettent une décarbonation de 10 Mt d’ici 2030. Un accompagnement des entreprises par des opérateurs publics est prévu pour favoriser la discusion des bonnes pratiques de décarbonation et encourager les entreprises à la réaliser. Début avril 2023, 46 sur les 50 sites ont déjà envoyé leur feuille de route.
Élisabeth Borne réunit en juin 2023 au Bourget, un conseil national de l'industrie dédié à la planification écologique pour les sites les plus émetteurs de CO2 et annonce le déblocage d'1 Mrd € (sur les 5). Une première tranche d'aide gouvernementale qui peut paraître pour l'instant bien faible au regard des enjeux. En effet, pour répondre aux exigences de décarbonation ce sont +50 Mrd € d’investissements et coûts industriels qui apparaissent nécessaires. Ils doivent notamment permettre de répondre à l'augmentation de +30 TWh des besoins en électricité bas-carbone pour remplacer les énergies fossiles, produire de l’hydrogène bas-carbone et de +10 TWh en énergie biomasse et déchets en remplacement d’énergies fossiles.
Simultanément, l'ONG Réseau Action Climat publie en juin 2023 un bilan global des évolutions des émissions de GES par site entre 2019 et 2022 en comparaison avec les subventions reçues.

#### Sites de Dunkerque et Fos-sur-Mer
Les sites de Dunkerque et Fos-sur-Mer, dont l'opérateur est Arcelor-Mittal, représentent 25 % des émissions de gaz à effet de serre de l'industrie française. Sur le site de Fos-sur-Mer, l’évolution des émissions est surtout conjoncturelle, les réductions sont corrélées à des baisses de production induites par la crise économique de 2008 et celle du COVID en 2020. La diminution des émissions du site de Dunkerque en 2013 peut être expliquée par la baisse de la demande mondiale en acier à partir de 2012, l’arrêt du haut-fourneau n°2 pour maintenance ensuite prolongé dans le cadre de la politique de décarbonation de l’entreprise. Selon l'ONG Réseau Action Climat, malgré les nombreuses aides reçues, la diminution de ces émissions incomberait davantage à la conjoncture économique qu'à de réels efforts de transformation. Une situation qui pourrait changer à partir de 2022 avec les efforts engagés par l'opérateur, fortement aidé par l'Etat dans le cadre de sa nouvelle politique industrielle.
Les transformations engagées en 2022 sont les suivantes :
- fermeture de trois hauts fourneaux (sur les cinq existants sur ces deux sites) pour les remplacer par des fours électriques pour la production d’acier recyclé[35],[36] ;
- à Dunkerque, construction d’une usine à réduction directe du minerai de fer, où le charbon sera remplacé par de l'hydrogène[37],[36] ;
- captage et stockage du CO2 résiduel (projet pilote sur le site de Dunkerque)[38].

#### Site de Yara au Havre
Le site de Yara au Havre, classé 7ème parmi les 50 sites les plus polluants en France, enregistre une alarmante augmentation de 36,5 % de ses émissions entre 2019 et 2022. Les efforts de décarbonation du site se font encore attendre, malgré les transformations engagées :
- production d’ammoniac “vert” basé sur de l’hydrogène bleu, afin de diminuer de 80 à 90 % l’empreinte carbone des engrais azotés minéraux ;
- remplacement des turbines par des moteurs électriques ;
- raccordement du site à un réseau de chaleur ;
- production d’hydrogène vert ;
- Capture et stockage de carbone.

Selon Réseau Action Climat, le site Yara au Havre a bien engagé de nombreuses transformations industrielles, dont le financement est soutenu par France Relance et France 2030, mais cette ambition climatique du site reste à ce jour (2023) théorique et ne s’est pas encore traduite en diminution effective des émissions de CO2.

#### Sites de Vicat
Quatre sites parmi les 50 (Montalieu, Peille, Xeuilley et Créchy) sont exploités par le cimentier Vicat. La stratégie de réduction des GES est basée sur deux leviers : la réduction du taux de clinker dans les ciments et le captage et stockage du CO2. En 2023, les actions annoncées par l'entreprise sont :
- un projet pilote à Montalieu de capture de CO2 par des microalgues[42] ;
- le futur projet à Montalieu de capture de CO2 et production de méthanol décarboné qui pourrait être financé par la commission européenne dans le cadre des appels à projets “Projet Important d'Intérêt Européen Commun” (PIIEC/IPCEI)[43],[44] ;
- utilisation de combustibles alternatifs à forte teneur en biomasse.

Réseau Action Climat soutient ici aussi que les actions ne sont pas encore visibles (en 2023).

### Stratégie de capture, stockage et utilisation du carbone
La Première ministre présente le 23 juin 2023, à l’occasion d’une réunion du Conseil national de l’industrie (CNI) au Bourget, une stratégie de Capture, stockage et utilisation du carbone (CCUS). Une consultation auprès des industriels est ouverte jusqu’au 29 septembre 2023.
| 1 | 2026-2030        | 4 à 8,5 MTCO2/an | Grands ports industriels : Dunkerque, Le Havre et Fos-sur-Mer                  | L'idée est de pouvoir mutualiser l'investissement dans les grandes zones industrielles et de favoriser, dans un premier temps, les sites qui peuvent évacuer le CO2 par voie maritime vers des lieux de stockage à l'étranger (en mer du Nord - Norvège, Pays-Bas - ou en Méditerranée - Italie), en attendant de développer des sites nationaux de stockage. En janvier 2023, Roland Lescure, annonce les zones industrialo-portuaires de Dunkerque et de Fos-sur-Mer comme lauréates de l’appel à projets « zones industrielles bas carbone » (ZIBAC), dans le cadre de France 2030. |
| 2 | 2028-2033        | 8 à 12 MTCO2/an  | Piémont pyrénéen (Lacq - Sud-Ouest) et l'estuaire de la Loire (projet Pycasso) | des projets de transport (projet GoCO2) sont envisagés. Le potentiel des bassins aquitain et parisien sera également examiné. |
| 3 | à partir de 2033 | 12 à 15 MTCO2/an | Grand Est                                                                      | « via le développement éventuel de stockage à terre, en mobilisant éventuellement des capacités nationales, ou un raccordement à un réseau de transport de CO2 prolongeant l'axe Rhône à une échelle européenne ». |
| 4 | Horizon 2050     | 15 à 30 MTCO2/an |                                                                                | |

### Loi sur les industries vertes (2023)
Pour lancer la réindustrialisation du pays tout en favorisant la transition écologique avec une décarbonation des processus, une loi sur les industries vertes est votée en juillet 2023. Elle raccourcit les délais d’autorisations d’implantation et met en place de nouveaux outils pour attirer l’épargne privée. Deux décrets d'application de cette loi sont publiés par le gouvernement sortant juste avant les élections législatives, au Journal officiel des  6 et 7 juillet 2024. Ces décrets simplifient l'implantation d'usines, notamment en facilitant la reconnaissance d'intérêt public majeur pour certains projets et en accélérant les procédures d'autorisation environnementale. Le deuxième décret se concentre sur la simplification des procédures de consultation du public et sur la réhabilitation des friches industrielles pour libérer du foncier. Ces décrets, bien que salués pour leur rapidité d'exécution, pourraient être remis en question par le prochain gouvernement, dont la composition politique pourrait être moins favorable à certaines mesures jugées défavorables à l'environnement.

## Feuilles de route de décarbonation des filières
Quatre feuilles de route ont été publiées pour les sous-secteurs de la chimie, du ciment, des mines-métallurgie et de la papeterie, qui représentent près de 75 % des émissions de l’industrie. Cette démarche initiée à la demande du gouvernement permet de décliner concrètement la SNBC en tenant compte des enjeux de décarbonation spécifiques aux différents sous-secteurs industriels. Cependant, hormis pour la papeterie, les trajectoires de réduction d’émissions actuellement publiées ne sont pas à la hauteur des ambitions de la SNBC qui prévoit une réduction des émissions de l’industrie de 35 % en 2030 par rapport en 2015.

## Plans de transition sectoriels par matériau
Les plans de transition sectoriels pilotés par l'ADEME dans le cadre du projet Finance Climat visent également à identifier les leviers de décarbonation, en particulier pour des mesures autres que les financements, en veillant à bien intégrer le rôle des collectivités. L'ADEME identifie neuf sous-secteurs pour lesquels des plans doivent être établis : acier, aluminium, ciment, ammoniac, chlore, éthylène, papier-carton, sucre, verre.